# برنغاريا من البرتغال
بيرنعاريا من البرتغال (بالدنماركية: Berengária af Portugal)‏ (حوالي 1198 - 27 مارس 1221) هي ملكة الدنمارك قرينة كونها زوجة الثانية لـ فالديمار الثاني، هي أبنة الخامسة لـ سانشو الأول ملك البرتغال ودولسي من أراغون شقيقة ألفونسو الثاني، وأيضا هي والدة لـ ثلاثة ملوك الدنمارك على التوالي إريك الرابع وأبيل وكريستوفر الأول.